# Befreiungsdenkmal (Graz)

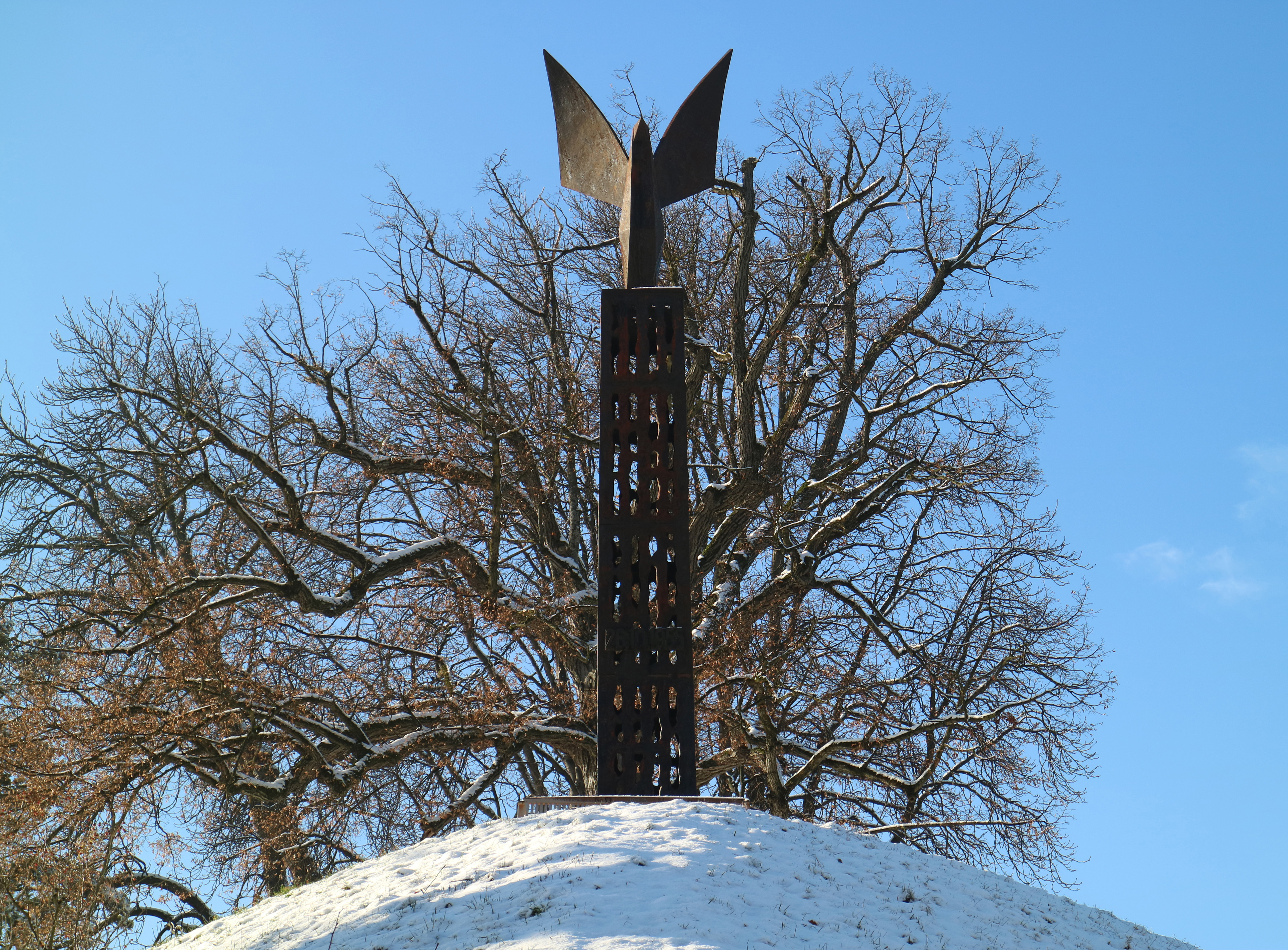
Grazer Freiheitsdenkmal (2016)

Das (Adler-)Befreiungsdenkmal oder Freiheitsdenkmal ist eine Skulptur im Zentrum der steirischen Landeshauptstadt Graz. Das 1960 von Wolfgang Skala geschaffene Denkmal ist dem Ende der Besatzungszeit in Österreich und nicht, wie früher angenommen, der Befreiung vom Nationalsozialismus, gewidmet. Dieser Umstand wird in jüngerer Zeit kritisch diskutiert.

## Standort
Das Befreiungsdenkmal steht in der nordöstlichen Ecke des Burggartens unweit der Orangerie und ist auf Parkwegen auch barrierefrei erreichbar. Die mehrere Meter hohe Skulptur überragt markant die Brüstung der Mauer der im 16. Jahrhundert erbauten Burgbastei, deren schräg abfallende Ziegelmauer mit Steinelementen hier ein Außeneck bildet. Den Wandfuß umgibt der geknickte, in den Sommermonaten mit Wasser gefüllten Schanzgraben. Das Denkmal ist von der Teichkurve des einige Meter tiefer liegenden Stadtparks gut sichtbar und bildet mit der mächtigen Rosskastanie im Hintergrund ein beliebtes Fotomotiv.

## Bedeutung

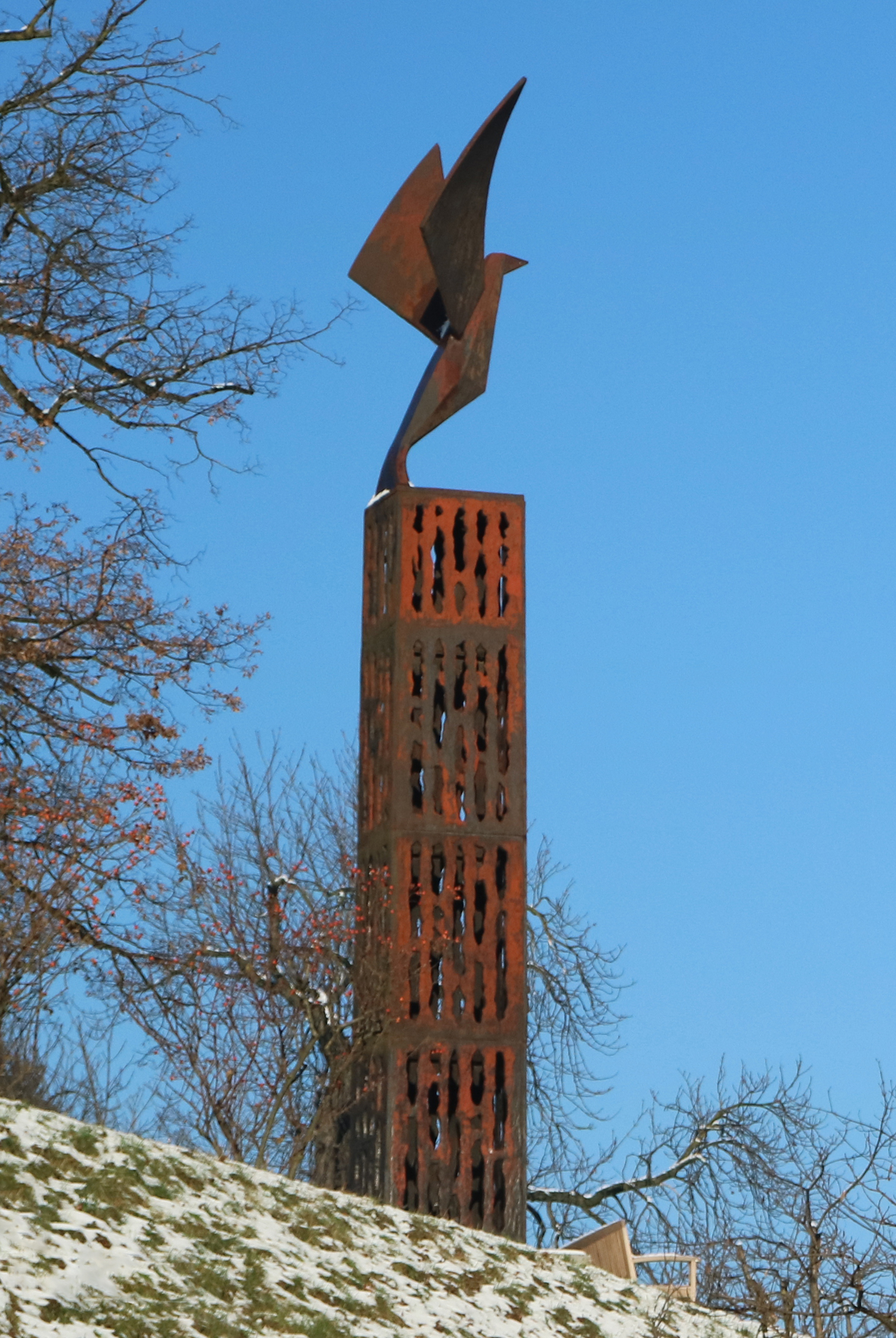
Ansicht von Südosten

Die Skulptur des Bildhauers Wolfgang Skala (1904–1990) zeigt einen stark abstrahierten Adler, der sich aus einem engen, hohen Käfig befreit und seine Schwingen ausbreitet. Diese figürliche Darstellung steht symbolisch für den Abflug in eine freie Zukunft. Das Werk wurde 1960 im Eisenguss ausgeführt und trägt auf der Vorderseite das Datum 26.10.1955.
Lange Zeit war die Bedeutung des Denkmals der Öffentlichkeit nicht bekannt. Vermutungen, es solle mit dem „Adler“ der Opfer des österreichischen Freiheitskampfes und der Befreiung vom Nationalsozialismus gedacht werden, konnten im Jahr 2008 endgültig widerlegt werden. Auf Anregung eines historisch interessierten Pensionisten stellte das Steiermärkische Landesarchiv Nachforschungen an und stieß dabei auf einen Beschluss der Landesregierung vom 14. September 1955. Darin ist von der Ausrichtung einer großen Befreiungsfeier und der Errichtung eines Freiheitsdenkmals die Rede. Ein großer „Befreiungstag“ wurde am 25. Oktober 1955 mit einem Festakt in der Grazer Oper sowie einer Parade im Beisein zahlreicher Spitzenpolitiker und Kirchenvertreter begangen. Das Jahre später aufgestellte Denkmal steht somit für den Abzug der letzten Besatzungstruppen.
Landeshauptmann Franz Voves enthüllte Ende Oktober 2008 erstmals eine Erklärungstafel mit folgendem Text:
| Freiheitsdenkmal Errichtet vom Land Steiermark gemäß Beschluss der Landesregierung vom 14. September 1955 zur Erinnerung an den Abzug der letzten Besatzungstruppen. Der aus dem Käfig entfliehende Adler symbolisiert die vollständige Wiedererlangung der Freiheit der Republik Österreich. Das Werk des Grazer Bildhauers Wolfgang Skala wurde 1960 hier aufgestellt. |

## Kritik und Kunstinstallation 2019

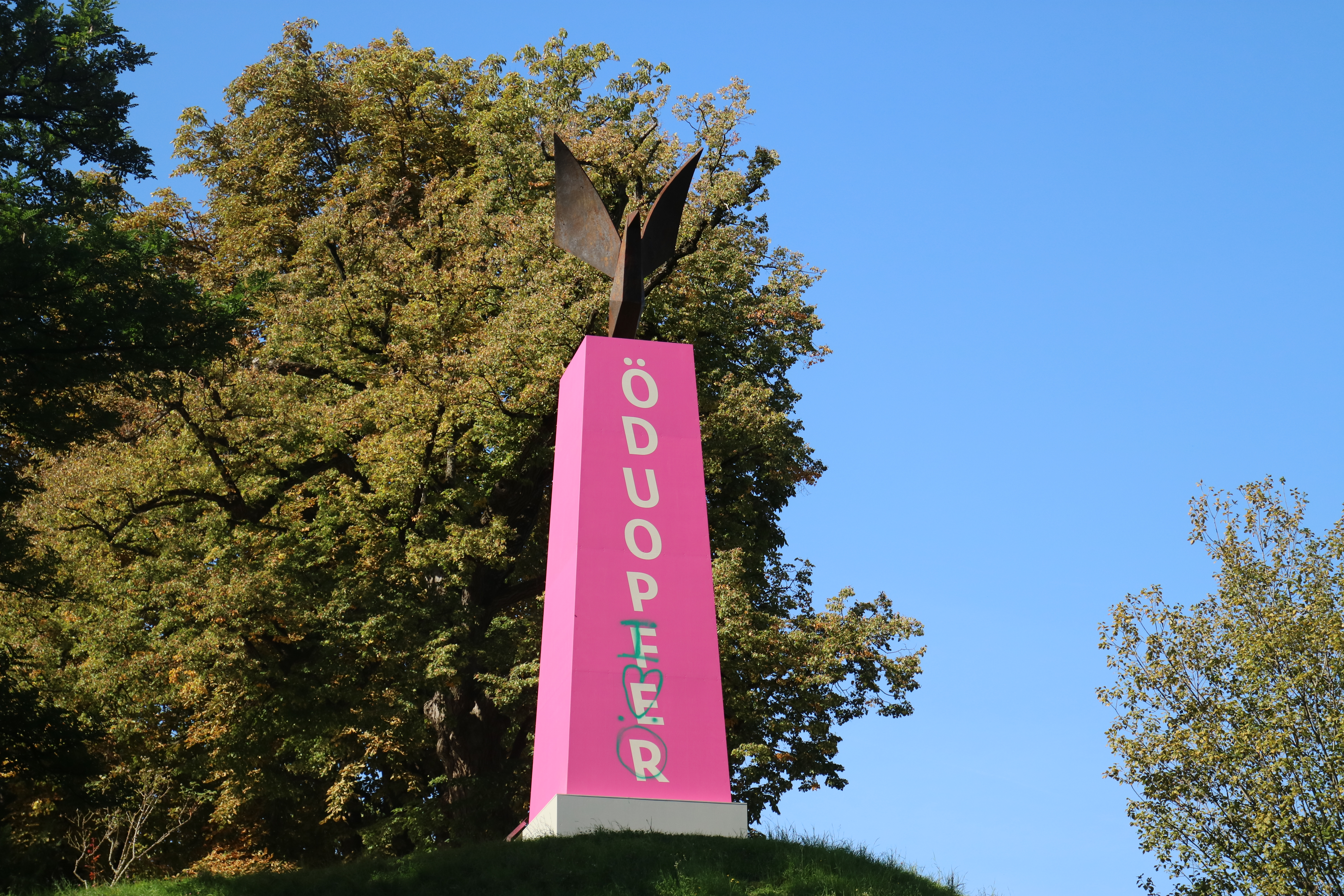
Kunstinstallation Monumyth mit der Inschrift ÖDUOPFER (2019)

Im Rahmen des steirischen herbstes 2019 wurde dem Denkmal erneut Aufmerksamkeit zuteil. Bereits im Vorfeld des Kunstfestivals wurde auf die unklare Benennung hingewiesen: Während die Gedenktafel die Skulptur als „Freiheitsdenkmal“ bezeichnet, nennen die meisten historischen Quellen sie „Befreiungsdenkmal“. Kritisiert wird in diesem Zusammenhang die Wahl des Datums, welches mit der Befreiung verbunden wird. Anstelle des 27. April 1945, jenes Tages, an dem Österreich seine Unabhängigkeit erklärte und eine provisorische Regierung formte, prangt unter dem Adler der 26. Oktober 1955, das Datum des Inkrafttretens der österreichischen Neutralität. Laut Organisatoren gerate das Denkmal damit – wie viele andere – in eine „peinliche Erklärungsnot, was das zeitgeschichtliche Selbstbild Österreichs angeht“.
Der Wiener Künstler Eduard Freudmann (* 1979) schuf, darauf aufbauend, eine Intervention, die die Folklore um den Abzug der alliierten Truppen, den Stolz auf die Neutralität des Landes und den Opfermythos konterkarierte. Das Denkmal wurde temporär zum Obelisken, einer Form, die typischerweise Assoziationen mit einem Sieg hervorruft. Die rosa Farbe sollte dem Obelisken seine militärische Strenge nehmen. Die Inschrift ÖDUOPFER in weißen Buchstaben bediente sich der unter Jugendlichen verbreiteten Beleidigung und spielte auf den im Nachkriegsösterreich gepflegten Opfermythos an. Davon abgeleitet, hieß die Installation Monument to a myth oder kurz Monumyth. Im krassen Gegensatz dazu trieb auf einem nahegelegenen Teich ein Schriftzug, der als „fragiles Gegendenkmal“ für die Befreiung Österreichs vom Nationalsozialismus zu verstehen war.